# Єгіазарян Ашот Єремович
Ашот Єремович Єгіазарян (вірм. Աշոտ Եղիազարյան), (16 червня 1943, Єреван — 26 грудня 2016, там само) — вірменський державний діяч, дипломат.

## Біографія
Народився 16 червня 1943 року в місті Єреван. У 1965 закінчив Єреванський державний університет, філологічний факультет та юридичний факультет (1973). Дипломатичну академію МЗС СРСР (1976).
З 1965 по 1968 — старший референт Комітету з культурних зв'язків з вірменами за кордоном.
З 1968 по 1973 — 2-й секретар, заступник завідувача, завідувач відділом політінформації МЗС Вірменії.
З 1972 по 1973 — навчався на юридичному факультеті Єреванського державного університету.
З 1973 по 1976 — слухач дипломатичної академії МЗС СРСР.
З 1976 по 1983 — 2-й, 1-й секретар посольства СРСР в Анголі.
З 1983 по 1989 — працював на різних посадах в Компартії Вірменії.
З 1989 по 1991 — заступник, перший заступник міністра закордонних справ Вірменії, виконуючій обов'язки міністра закордонних справ Вірменії.
З 1991 по 1993 — помічник прем'єр-міністра Вірменії з міжнародних справ.
З 1995 по 1996 — начальник управлінняя Європи МЗС Вірменії.
З 1996 по 1997 — голова правління товариства «Вірменія-Аргентина».
З 1996 по 1998 — начальник управління Латинської Америки МЗС Вірменії.
З 1998 по 2007 — генеральний консул Вірменії в Сан-Пауло.
З 2007 — радник управління Америки МЗС Вірменії.